# Seriola
Seriola is een geslacht van straalvinnige vissen uit de familie van horsmakrelen (Carangidae). Het geslacht is voor het eerst wetenschappelijk beschreven in 1816 door Cuvier.

## Soorten
- Seriola carpenteri (Mather, 1971)
- Seriola dumerili (Risso, 1810) – Grote geelstaart
- Seriola fasciata (Rüppell, 1830)
- Seriola hippos (Linnaeus, 1766)
- Seriola lalandi (Valenciennes, 1833)
- Seriola peruana (Steindachner, 1881)
- Seriola quinqueradiata Temminck & Schlegel, 1845 – Geelvinmakreel
- Seriola rivoliana (Valenciennes, 1833)
- Seriola zonata (Mitchill, 1815)